# Пакистан на літніх Олімпійських іграх 1972
Пакистан брав участь у Літніх Олімпійських іграх 1972 року у Мюнхені (ФРН) усьоме за свою історію, і завоював одну срібну медаль.

## Медалісти
| Медаль               | Спортсмен | Вид спорту     | Дисципліна        |
| -------------------- | --- | -------------- | ----------------- |
| Срібло               | Збірна Пакистану з хокею на траві \| Салім Шервані \| Мунаваруз Заман \| \| Саїд Анвар \| Ахтар Расул \| \| Фазалур Рехман \| Мудассар Асгхар \| \| Іслахуддін Сіддіквай \| Абдул Рашид \| \| Мухаммад Асад Малик \| Шахназ Шейх \| \| Ахтарул Іслам \| Ріяз Ахмед \| \| Іфтіхар Ахмед Сієд \| Захід Шейх \| \| Джахангир Бутт \| \| | Хокей на траві | Чоловіки </ span> |
| Салім Шервані        | Мунаваруз Заман |                |                   |
| Саїд Анвар           | Ахтар Расул |                |                   |
| Фазалур Рехман       | Мудассар Асгхар |                |                   |
| Іслахуддін Сіддіквай | Абдул Рашид |                |                   |
| Мухаммад Асад Малик  | Шахназ Шейх |                |                   |
| Ахтарул Іслам        | Ріяз Ахмед |                |                   |
| Іфтіхар Ахмед Сієд   | Захід Шейх |                |                   |
| Джахангир Бутт       | |                |                   |